# 8712 Suzuko
8712 Suzuko eller TH2 är en asteroid i huvudbältet som upptäcktes den 2 oktober 1994 av de båda japanska astronomerna Kazuro Watanabe och Kin Endate vid Kitami-observatoriet. Den är uppkallad efter den japanske astronomen Kiichirō Furukawas fru, Suzuko Hurukawa.
Asteroiden har en diameter på ungefär 16 kilometer och den tillhör asteroidgruppen Themis.